# Eriocaulon madagascariense
Eriocaulon madagascariense är en gräsväxtart som beskrevs av Harold Norman Moldenke. Eriocaulon madagascariense ingår i släktet Eriocaulon och familjen Eriocaulaceae. Inga underarter finns listade i Catalogue of Life.